# Universitat de Tecnologia Química Dmitri Mendeléiev de Rússia
La Universitat de Tecnologia Química Dmitri Mendeléiev de Rússia és una universitat de Moscou, Rússia. Ofereix formació de la branca de la química industrial i de les investigacions científiques en el camp de la tecnologia química, la petroquímica, la biotecnologia, les tecnologies farmacèutiques, la nanotecnologia i la nanoenginyeria, tecnologies eficients en recursos energètics, ecologia, materials moderns, etc.
Aquesta universitat fou fundada el 1898 sota en nom de Col·legi Industrial de Moscou i el 1919 rebé l'actual nom, que fa honor al químic rus Dmitri Mendeléiev autor de la primera taula periòdica, el qual realitzà importants aportacions en la modernització de la indústria química russa durant la segona meitat del segle xix. Actualment compta amb més de 8000 alumnes, dels quals uns 550 són estrangers d'uns 35 països.

## Alumnes destacats
- Vladimir Petrovich és empresari, president del Consell D'Administració i propietari d'una participació majoritària.
- Zhucov, Boris Petrovich-científic en el camp de la química tècnica, acadèmic de l'Acadèmia DE Ciències DE L'URSS/RAS, Dues Vegades Heroi del Treball Socialista.
- Martin Israilevich-científic en el camp de la química dels compostos organofosforats, tautomerisme, Heroi Del Treball Socialista (1978), Premi Lenin (1974), acadèmic de l'Acadèmia DE Ciències DE L'URSS/RAS.
- Yuri Vladimirovich-científic en el camp de la ciència dels materials, Acadèmic de l'Acadèmia de Ciències de rússia, guardonat Amb El Premi Del Consell DE Ministres DE L'URSS i El Premi P. P. Anosov del Presidium de l'Acadèmia de Ciències de rússia.
- Oleg Victorovich És un inversor internacional.[2][3][4]